# Isoetes andicola
Isoetes andicola es una especie de planta vascular perteneciente a la familia Isoetaceae. Es utilizada dentro del sistema de salud tradicional desarrollado por los pueblos originarios de los Andes de Perú.

## Descripción
Se caracteriza por el tallo elongado, la súbula triquetra o levemente cuadrangular; con hojas densas, arrosetadas con un nervio central.

## Distribución y hábitat
Se distribuye en el oeste de Sudamérica, en los Andes arriba de los 3000 metros en Bolivia y Perú, es una planta terrestre.

## Taxonomía
Isoetes andicola fue descrita científicamente primero por Erika Amstutz (abrev.: Amstutz) y tiene su nombre actual dado por Luis Diego Gómez Pignataro (abrev.: L.D.Gómez) quien la describió en 1980 en Brenesia 18: 4.

### Sinonimia
- Stylites andicola (Amstutz, 1957)[6][7]
- Stylites gemmifera (Rauh, 1959)[8][9]
- Isoetes andicola var. gemmifera ((Rauh) L.D.Gómez, 1980)[10]

## Nombres comunes
- piri piri,[2] cuncush, jacapo (Junín), qanqaya (Cusco)[4]

## Importancia cultural
Su importancia se encuentra en sus propiedades medicinales para la impotencia, se utiliza en forma oral.